# Pardosa ruanda
Pardosa ruanda este o specie de păianjeni din genul Pardosa, familia Lycosidae. A fost descrisă pentru prima dată de Strand, 1913.
Este endemică în Rwanda. Conform Catalogue of Life specia Pardosa ruanda nu are subspecii cunoscute.